# Pitufo Lombardo
Eduardo Pedro Lombardo, más conocido como Edú o "Pitufo" Lombardo (Montevideo, 13 de marzo de 1966) es un músico, compositor y cantante uruguayo. Se destacó desde adolescente como integrante de varias murgas de su país, además de acompañar como percusionista a reconocidos artistas. Desde 2007 desarrolla una importante carrera como solista.

## Trayectoria
Con 14 años fue, en 1980, uno de los fundadores de la  murga de niños El Firulete, antecesora de lo que sería Contrafarsa. Formar parte de dicha agrupación le sirvió para poder conocer a diversos artistas, entre quienes se cuentan Jorge Lazaroff,  Ruben Olivera, Mauricio Ubal, Rumbo, Canciones para no dormir la siesta y Fernando Cabrera.
A mediados de la década de 1980 comenzó a estudiar percusión. 
En 1984 se sumó a Falta y Resto, primero como platillero y luego como director. Con esta murga lograría el primer premio del Carnaval de Montevideo en 1988 y 1989. Más adelante conseguiría el primer premio también con las murgas La Gran Muñeca, Contrafarsa, Asaltantes con Patente y Don Timoteo. Además, fue elegido "Máxima figura del carnaval" en 2002.
A partir de 1987, formó parte de la última época del grupo Los que Iban Cantando.
Formó parte de la banda acompañante de diversos artistas, entre quienes se destacan Jaime Roos,  Ruben Olivera, Mauricio Ubal, Jorge Galemire y Jorge Drexler.
En 2002 se estrenó la obra de teatro Murga madre, protagonizada por "Pinocho" Routin y Pitufo. El guion fue de Pinocho y la dirección estuvo a cargo de Fernando Toja. La música para la obra fue compuesta por Pitufo. Murga madre recibió el Premio Florencio al Mejor Espectáculo Musical ese año. La banda de sonido dio lugar a un disco, que cuenta con las voces de Pinocho y Pitufo, con participaciones de grandes artistas, entre ellos Jaime Roos, Hugo y Osvaldo Fattoruso, Luciano Supervielle, Eduardo Méndez y Urbano Moraes.  El espectáculo dio lugar además a un DVD, grabado en el Teatro Solis. La canción que da nombre a la obra y al disco es la mejor que compuso Edú, según su propia opinión.
En 2007 comenzó su carrera solista con el lanzamiento de su primer disco: Rocanrol. Con este disco logró los Premios Graffiti a Mejor compositor, Mejor álbum de solista de música popular uruguaya y Tema del año (por la canción Rocanrol).
En 2009 se publicó su primer DVD como solista: Rocanrol a dos orillas, grabado en vivo entre Montevideo y Buenos Aires.
En 2010 "Pitufo" volvió a protagonizar una obra de teatro con "Pinocho" Routin, bajo la dirección de Toja: Montevideo Amor. Se llevó a cabo en el Teatro El Galpón y fue protagonizada (además de los dos ya mencionados) por María Mendive y Adriana Da Silva. La banda de sonido dio lugar a un nuevo disco.
En 2011 se editó el DVD 30 años de música, en el que se incluyen un show grabado en el Teatro Solis en 2010 (con Liliana Herrero, Fernando Cabrera y Contrafarsa como invitados) y testimonios de familiares, conocidos y amigos.
En 2012 se publicó su segundo disco de estudio como solista: Ilustrados y valientes. Fue distinguido con los Premios Graffiti a Mejor álbum de música popular y canción urbana y Mejor compositor del año.
Es de destacar en la carrera solista de "Pitufo" la gran cantidad de artistas que ha acompañado en diferentes shows, entre los que se incluyen Serrat, Lenine, Mercedes Sosa y León Gieco.
En 2014 realizó la gira "Más Solo Que El Uno", que incluyó recitales en España y Dinamarca, además de diversas actuaciones en su país.
En 2014 se publicó por medio de la Editorial Fin de Siglo el libro "Bien de al lado. Vida y música de Edú Pitufo Lombardo", escrito por el periodista Fabián Cardozo en base a entrevistas al propio "Pitufo" y a otros músicos.
En 2017 se editó su tercer disco solista de estudio: Músicos ambulantes. En el disco colaboraron como invitados importantes músicos uruguayos, como Ruben Rada, Fernando Cabrera, Jorge Drexler, Emiliano Brancciari y Pablo Routin. El álbum fue presentado en el Teatro Solis en agosto de ese año. Obtuvo el Premio Graffiti a Mejor álbum de candombe fusión.

## Discografía

### Como solista
- Rocanrol (Montevideo Music Group, 2007)
- Ilustrados y valientes (Montevideo Music Group, 2012)
- Músicos ambulantes (Montevideo Music Group, 2017)

### Bandas de sonido de obras de teatro (con "Pinocho" Routin)
- Murga madre (Montevideo Music Group, 2002)
- Montevideo Amor (Montevideo Music Group, 2010)